# Apocryptes bato
Apocryptes bato és una espècie de peix de la família dels gòbids i de l'ordre dels perciformes.

## Morfologia
- Els mascles poden assolir 26 cm de longitud total.[5][6]

## Hàbitat
És un peix de clima tropical (23 °C-28 °C) i demersal.

## Distribució geogràfica
Es troba a l'Índia, Bangladesh i Myanmar.

## Observacions
És inofensiu per als humans.